# Aligot cap-rogenc
L'aligot cap-rogenc (Buteo auguralis) és una espècie d'ocell de la família dels accipítrids (Accipitridae). Habita boscos poc densos i sabanes de les zones septentrional i occidental de l'Àfrica subsahariana, des de Mauritània cap a l'est, per la zona del llac Txad fins a Etiòpia, i cap al sud fins al centre d'Angola, Zaire i nord-oest d'Uganda. En hivern migra cap a la regió del Sahel. El seu estat de conservació es considera de risc mínim.